# Chicago XXXIV: Live in '75
Chicago XXXIV: Live in '75 è un album dal vivo del gruppo musicale statunitense Chicago, pubblicato nel 2011 ma registrato nel 1975.

## Tracce

### Disco 1
1. Introduction – 7:49 (Terry Kath)
2. Anyway You Want – 3:57 (Peter Cetera)
3. Beginnings – 6:08 (Robert Lamm)
4. Does Anybody Really Know What Time It Is? – 3:55 (Lamm)
5. Call on Me – 5:10 (Lee Loughnane)
6. Make Me Smile – 3:19 (James Pankow)
7. So Much to Say, So Much to Give – 0:58 (Pankow)
8. Anxiety's Moment – 0:56 (Pankow)
9. West Virginia Fantasies – 1:23 (Pankow)
10. Colour My World – 3:09 (Pankow)
11. To Be Free – 1:07 (Pankow)
12. Now More Than Ever – 4:06 (Pankow)
13. Ain't It Blue? – 3:47 (Lamm)
14. Just You 'n' Me – 5:05 (Pankow)
15. (I've Been) Searchin' So Long – 4:36 (Pankow)
16. Mongonucleosis – 12:29 (Pankow)
17. Old Days – 3:39 (Pankow)
18. 25 or 6 to 4 – 7:31 (Lamm)

### Disco 2
1. Got to Get You into My Life – 3:32 (John Lennon, Paul McCartney)
2. Free – 5:42 (Lamm)
3. I'm a Man – 13:04 (James Miller, Steve Winwood)
4. Dialogue – 8:00 (Lamm)
5. Wishing You Were Here – 4:54 (Cetera)
6. Feelin' Stronger Every Day – 4:29 (Cetera, Pankow)

## Formazione
- Robert Lamm – voce, tastiera
- Terry Kath – voce, chitarra
- Peter Cetera – voce, basso
- Danny Seraphine – batteria
- Laudir de Oliveira – conga, percussioni
- Lee Loughnane – tromba, voce
- James Pankow – trombone
- Walter Parazaider – legni